# Béhaviorisme logique
Le béhaviorisme logique ou béhaviorisme analytique est une théorie philosophique de l'esprit, développée entre autres par Gilbert Ryle, qui associe les concepts psychologiques (sensations, désirs, croyances, etc.) à des dispositions comportementales. Une disposition comportementale est une tendance à se comporter d'une certaine façon en réponse à certains stimuli.

## Béhaviorisme logique et béhaviorisme méthodologique
Il faut distinguer la version méthodologique du béhaviorisme de sa version logique ou analytique. Le béhaviorisme méthodologique prescrit à la psychologie de se limiter à l’étude du seul comportement des individus en vue de décrire et d’expliquer leurs conduites. Le béhaviorisme logique, quant à lui, considère que les propositions qui contiennent des concepts mentaux dotés de sens ne décrivent pas des faits de comportements, mais des tendances à adopter un certain comportement dans une situation donnée (situation associée à certains stimuli). Par exemple, la proposition « Marie désire boire de l'eau » ne décrit pas l'action effective de boire de l'eau mais le comportement qu'adopterait Marie si on lui servait de l'eau à boire ; de la même façon que la proposition « ce verre est fragile » ne décrit pas le fait qu'il est brisé, mais revient plutôt à dire que, s'il reçoit un coup ou est soumis à une tension trop forte, il se brise en morceaux.
Cette version du béhaviorisme peut être formalisée à l'aide de la logique modale.

## Réduction de l'action aux mouvement corporels
L’idée centrale du béhaviorisme logique est que l’on peut et doit décrire puis expliquer les conduites des individus en observant uniquement leur comportement. Cette position revient donc à renoncer à utiliser des concepts mentaux pour rendre compte des conduites individuelles. Par « comportement », le béhaviorisme désigne  exclusivement les mouvements corporels qui peuvent être décrits dans un vocabulaire physique. Ainsi, si on dit de quelqu’un qu’il est en train de « libeller un chèque », cette description ne compte pas comme celle du comportement stricto sensu, car elle contient un vocabulaire mental caché (désirs, croyances, connaissances des institutions sociales, etc.) qui doit lui-même être retranscrit en termes de mouvements corporels.

## Science de la «boîte noire»
Dans cette version du béhaviorisme, l'explication du comportement doit exclure les prétendues « causes » physiques du comportement, les processus cérébraux en particulier. Le béhaviorisme s'oppose en ce sens à la théorie de l'identité esprit-cerveau. De plus, le béhaviorisme logique rejette ou néglige toutes les caractéristiques psychologiques et subjectives censées motiver l'action (il remet en cause la « psychologie naïve ») pour n'étudier que les relations empiriques ou logiques entre les différentes séquences du comportement. On parle alors de science de la « boîte noire » pour qualifier ironiquement le béhaviorisme et sa façon de faire abstraction du cerveau (et plus encore de la subjectivité) dans ses analyses du comportement.

## Réductionnisme psychophysique
Le béhaviorisme logique est avec la théorie de l'identité esprit-cerveau l'une des principales versions du réductionnisme concernant la nature de l'esprit. Suivant le béhaviorisme logique, la position réductionniste selon laquelle les états mentaux ne désignent rien d'autre que des états physiques est fondée non pas sur des découvertes scientifiques (comme dans le cas de la théorie de l'identité esprit-cerveau) mais sur des raisons sémantiques : les concepts mentaux sont des descriptions de dispositions comportementales. En d’autres termes, le contenu des concepts mentaux est le même que celui de certains concepts de dispositions comportementales, ce qui permet d'établir une équivalence logique entre les descriptions psychologiques et les descriptions du comportement. Cette équivalence logique permet à son tour de justifier a priori l'entreprise de réduction de la psychologie aux sciences du comportement.

## Déclin du béhaviorisme logique
Le béhaviorisme logique s'est présenté comme une théorie philosophique alternative au dualisme ontologique (dit « cartésien »). Toutefois, plusieurs de ses conséquences sont rapidement apparues comme inacceptables : la répudiation de toute intériorité, l'absence d'une théorie explicative du comportement, son incapacité à rendre compte de l'apprentissage linguistique (Cf. Chomsky), etc.  L'apparition d'autres alternatives au dualisme, comme la théorie de l'identité esprit-cerveau proposée par Ullin Place et John J. C. Smart dans les années 1950, puis le fonctionnalisme développé par Jerry Fodor et Hilary Putnam dans les années 1960, ont marqué son déclin. Aujourd'hui, elle reçoit l'appui de certains philosophes de l'esprit qui adoptent, comme Daniel Dennett, une approche instrumentaliste de la conscience.